# Stephen Bray
Stephen Bray (Detroit, Míchigan; 23 de diciembre de 1956) es un compositor, baterista y productor discográfico estadounidense. Es conocido por sus colaboraciones con Madonna, por ser miembro de la banda Breakfast Club y por ganar el premio Grammy en 2017 al Mejor Álbum de Teatro Musical por el resurgimiento de The Color Purple, ganador del premio Tony. Bray posee y opera los estudios de grabación Saturn Sound y el sello Soultone Records.

## Carrera
Bray empezó a estudiar música a través de la instrucción privada en Detroit, atendido en la Preparatoria Comunitaria de Washtenaw en Ann Arbor, y continuó su educación en La Universidad de Música de Berklee en Boston.

### Colaboraciones con Madonna
Bray conoció a Madonna antes de su fama cuando ella asistía a la Universidad de Míchigan en Ann Arbor para clases de baile en 1976. Bray se mudó a Nueva York después de recibir una llamada de Madonna en noviembre de 1980; en aquel tiempo, Madonna era miembro de la banda Breakfast Club en Queens. Madonna quiso formar una banda nueva e invitó a Bray para tocar la batería. Formaron la banda Emmy and the Emmys. También reavivaron su romance y juntos se mudaron por un tiempo a The Music Building en Manhattan.
Madonna obtuvo su contrato con La Administración de Gotham, dirigida por Camille Barbone. La música fue producida con un sentido orientado al género de rock, sin embargo, Madonna tenía sus ojos en el ritmo de baile. Ella y Stephen Bray continuaron trabajando en un proyecto paralelo, con más coordinación del grupo. Después de firmar a Sire Records, Madonna continuó colaborando con Bray.
Ambos, escribieron y produjeron algunas de las canciones más reproducidas de los 80s, incluyendo varios de los éxitos más grandes de Madonna. Las canciones compuestas por Bray y Madonna siguieron una estructura distintiva, muchos del cual repite el segundo verso de la canción y puente antes de apagarse fuera con el coro.

### Breakfast Club
Tras el ascenso de Madonna hacia al estrellato, Bray se reincorporó a Breakfast Club, y el cuarteto firmó primero con ZE Records y más tarde con MCA. La banda lanzó su primer álbum homónimo en 1987, precedido por el tema musical "Right on Track". Bray coescribió la mayoría de los álbumes y temas junto con su compañero de banda, Dan Gilroy, y Bray produciendo varias canciones. El segundo álbum de la banda no fue lanzando, y Breakfast Club se disolvió dentro de pocos meses después.

### The Color Purple
Bray Hizo su debut en Broadway en 2005 cuando como compositor para la versión Broadway del libro de Alice Walker The Color Purple. Esté nominado para un Tony Award por su trabajo en el espectáculo.

## Vida personal
Bray vive en Studio City, California con su esposa, la productora de cine, Stephanie Allain, quién produjo Hustle & Flow y Black Snake Moan.

## Discografía

### Sencillos
| Canción                        | Artista                                   |
| ------------------------------ | ----------------------------------------- |
| "Ain't No Big Deal"            | Barracuda (maqueta original de Madonna)   |
| "Angel"                        | Madonna                                   |
| "Stay"                         | Madonna                                   |
| "Pretender"                    | Madonna                                   |
| "Over and Over"                | Madonna                                   |
| "Into the Groove"              | Madonna                                   |
| "Say It, Say It"               | E.G. Daily                                |
| "Baby Love"                    | Regina                                    |
| "True Blue"                    | Madonna                                   |
| "Jimmy, Jimmy"                 | Madonna                                   |
| "Where's the Party"            | Madonna                                   |
| "Spotlight"                    | Madonna                                   |
| "Cross My Broken Heart"        | The Jets                                  |
| "Sendin' All My Love"          | The Jets                                  |
| "Each Time You Break My Heart" | Nick Kamen (feat. Madonna)                |
| "Right on Track"               | Breakfast Club                            |
| "Causing a Commotion"          | Madonna                                   |
| "Can't Stop"                   | Madonna                                   |
| "Express Yourself"             | Madonna                                   |
| "Keep It Together"             | Madonna                                   |
| "Baby Going Shake"             | Royalty                                   |
| "Get Over"                     | Nick Scotti (maqueta original de Madonna) |
| "Count the Days"               | Kylie Minogue                             |
| "Rhythm of Love"               | Kylie Minogue                             |
| "Little Black Book"            | Gina G                                    |
| "That's Why"                   | The Party                                 |
| "Needin' Someone"              | The Party                                 |
| "Change on Me"                 | The Party                                 |

### Canciones inéditas
| Canción                          | Artista |
| -------------------------------- | ------- |
| "One More Chance"                | Madonna |
| "Warning Signs"                  | Madonna |
| "Desperately Seeking Susan"      | Madonna |
| "Working My Fingers to the Bone" | Madonna |
| "Pipeline"                       | Madonna |
| "Love Attack"                    | Madonna |
| "First Is a Kiss"                | Madonna |